# Bert Simhoffer
Bert Simhoffer (6 januari 1956) is een Nederlands acteur die met name op het toneel te zien is.

## Levensloop
Simhoffer ging naar het Conservatorium van Arnhem, waar hij zang en piano studeerde. Vervolgens studeerde hij muziekwetenschappen in Utrecht. Daarnaast kreeg Simhoffer zangles van Coby Riemersma en Cristina Deutekom. Ook volgde hij een zomerstudie Mozarteum Hochschule für Musik in Salzburg.
Tijdens zijn carrière was hij onder andere koorlid van de De Nederlandse Opera en speelde hij in talloze operettes voor de Stichting Hoofdstad Operette. Daarnaast is hij ook te zien in musicals. Zo speelde Simhoffer Mr Bumble in Oliver! en de hoofdrol in Titanic als kapitein E.J. Smith. Daarna was hij onder andere te zien in Rembrandt als Hendrick van Uylenburgh, Kuifje: De Zonnetempel als Bergamot en als Leiser Wolft in Anatevka. Recenter was Simhoffer te zien als admiraal Boom/bankdirecteur in  Mary Poppins.

## Theater
- 1986: The Yeoman and the Guard (Captain Fairfax)
- 1988: Gasparone (Nasoni)
- 1989: Eine Nacht in Venedig (Guido)
- 1990: Orpheus in der Unterwelt (Zeus / Jupiter)
- 1991: Die Csàrdàsfurstin (Graaf Boni)
- 1992: Der Vogelhandler (Baron Weps)
- 1993: La vie parisienne (Baron de Gondremarck)
- 1994: Der Vetter aus Dingsda (Onkel Josse)
- 1994: Die lustige Witwe (Graf Danilo Danilowitsch)
- 1995: Grafin Mariza (Baron Koloman Zsupan)
- 1996: Viktoria und ihr Husar (John Cunlight)
- 1997: Die Fledermaus (Einstein)
- 1998: Das Land des Léchelns (Lichtenfels / Tschang)
- 1998:  Annie (understudy Oliver Warbucks)
- 1999: Eine Nacht in Venedig (Guido, k.k. Veldmaarschalk / Hertog van Urbino)
- 1999:  Oliver! (Mr. Bumble)
- 2002:  Titanic (Kapitein E.J. Smith)
- 2003: Alleen op de wereld (Vitalis)
- 2004: Passion (ensemble)
- 2006: Merlijn en het mysterie van Koning Arthur (Merlijn)
- 2006: Rembrandt (Hendrick van Uylenburgh)
- 2007: Kuifje: De Zonnetempel (Bergamot)
- 2007: Der Vogelhandler (Baron Weps)
- 2008: Die Csàrdàsfurstin (Graaf Feri)
- 2008:  Anatevka (Leiser Wolf)
- 2010:  Mary Poppins (Admiraal Boem / Bankdirecteur)
- 2011: Mary Poppins
- 2012: Die Lustige Witwe (Baron Zeta) i.s.m. de Opera van Varna (Bulgarije)
- 2012: De Triomferende Min, (Mars) met de Camerata Trajectina
- 2012: Katharina Ballerina, (Lambert de Ridder) theatershow voor De Zonnebloem
- 2013: Katharina Ballerina
- 2013: Aspect of Love (understudy George)
- 2013: Night at the Museum (Pieter Verdonck) met de Haarlemse Opera
- 2014: Bonifatius de Musical (Paus, Abt en verteller)

## Nasynchronisatie
- Papasaurus in de kinderserie Igam Ogam voor Zapp.
- Rochel van Fluimen in de 3D-animatiefilm How to Train Your Dragon en op de bonus-dvd De Legende van Botbreker.
- Ronan the Accuser in televisieserie Guardians of the Galaxy en het videospel Disney Infinity.

## Overig
In het VPRO-programma 25 minuten: Er was eens... had Simhoffer een gastrol. Daarnaast was hij is 1985 winnaar van het radiozangconcours van de NCRV. Ook was hij presentator van verschillende concertprogramma's. Simhoffer speelde in 2008/2009 in de Efteling als circusdirecteur van het circus Anton Pieck en in 2022 als koorlid in de serie Tweede Hans.
Op 27 april 2012 werd Simhoffer benoemd tot Ridder in de Orde van Oranje-Nassau.